# Фара (Бавария)
Фара (на немски: Fara; * 624/625; † 640 г.) е вероятно херцог на Бавария от 630 до 640 г.

## Живот
Син е на Хродоалд († 624) от фамилията Агилолфинги. Именията на Фара се намирали на територията на Среден Рейн и дясно от Рейн. През 630 г. той вероятно последва на трона херцог Гарибалд II.
Фара е приятел на Радулф († 642), херцог на Тюрингия, и заедно с него се бунтува през 640 г. против франкско-австразийския регент Анзегизел и Меровингския крал Зигиберт III. Убит е при последвалото нападение на Зигиберт.